# Eberhard Geisler
Eberhard Geisler (* 8. Januar 1950 in Bad Homburg vor der Höhe) ist ein deutscher Literaturwissenschaftler, Autor, Übersetzer und Kritiker.

## Leben
Eberhard Geisler studierte Germanistik und Romanistik an den Universitäten in Frankfurt am Main, Madrid und Hamburg. Er promovierte an der Universität Göttingen mit einer Arbeit über das Thema des Geldes im Werk Francisco de Quevedos. Auch in späteren Arbeiten beschäftigt er sich mit dem Impakt ökonomischer, nun in die Wertphilosophie ausgedehnter Fragen in der Literatur, so bei Lope de Vega, Calderón, Luis de Góngora, Jean-Jacques Rousseau und Hölderlin. Von 1981 bis 1986 war er Wissenschaftlicher Mitarbeiter am Institut für Allgemeine und Vergleichende Literaturwissenschaft der Freien Universität Berlin. Die Habilitationsschrift galt dem literarischen Werk von Henri Michaux. 1995 erhielt er eine Professur für Iberoromanische Literaturen an der Universität Mainz.
Geisler übersetzt vor allem katalanische Literatur. Seine Rezensionen erscheinen in der deutschsprachigen Presse. Er ist Mitglied der Heimito von Doderer-Gesellschaft und der Wolfgang Hilbig-Gesellschaft. Bis 2022 war er Mitglied des PEN-Zentrums Deutschland.

## Ehrungen
1990 wurde Eberhard Geisler der Übersetzerpreis der katalanischen Regierung verliehen.